# Stevin Smith
Stevin Lamarcus Smith (Dallas, 23 gennaio 1972) è un ex cestista statunitense, professionista nella NBA e in Europa.

## Palmarès

### Squadra
- CBA: 1996
- All-Star Game francese: 2001
- Coppa Korać: 1

SLUC Nancy: 2001-02

### Individuale
- All-CBA Second Team (1997)
- CBA All-Rookie Second Team (1995)
- Miglior tiratore da tre punti CBA (1996)